# Sweatshop
Sweatshop è un termine peggiorativo per indicare un luogo di lavoro caratterizzato da condizioni di lavoro povere e socialmente inaccettabili. Il lavoro può essere difficile, pericoloso, climaticamente contestabile e sottopagato. I lavoratori sweatshops possono lavorare per molte ore con bassi stipendi, nonostante le leggi prescriventi il pagamento di un salario minimo; anche le leggi contro il lavoro minorile possono essere violate. La relazione pubblica annuale del 2006 dell’Associazione per il lavoro equo (FLA) ha esaminato la conformità agli standard FLA di aziende in 18 paesi inclusi Bangladesh, El Salvador, Colombia, Guatemala, Malaysia, Sri Lanka, Thailandia, Tunisia, Turchia, Cina, India, Vietnam, Honduras, Indonesia, Brasile, Taiwan, Messico e gli Stati Uniti. La relazione del Dipartimento del lavoro statunitense riporta che “18 paesi non rispettano le raccomandazioni dell’Organizzazione internazionale del Lavoro per un adeguato numero di ispettori.”

## Storia
Uno sweatshop è una fabbrica o una bottega, specialmente dell’industria della moda, dove i lavoratori manuali sono assunti per molte ore con stipendi molto bassi sotto condizioni di lavoro povere e pericolose. Molti posti di lavoro nella storia sono stati soggetti ad affollamento, bassi salari, senza condizioni di lavoro sicure; ma il concetto di sweatshop ha origine tra il 1830 e il 1850 come specifico posto di lavoro in cui un intermediario, chiamato lo sweater, dirige altri lavoratori nel confezionamento di vestiti sotto dure condizioni. Il termine sweater ad indicare l’intermediario, come il termine sweat system per il processo di esternalizzazione a cottimo, venne usato nelle prime critiche, come nell’opera Cheap Clothes and Nasty di Charles Kingsley, scritto nel 1850, che descriveva le condizioni a Londra. Il posto di lavoro creato per il sweating system, un sistema di esternalizzazione nel settore del confezionamento, venne chiamato sweatshop e poteva contenere solo alcuni lavoratori come fino a 100 o più.
Tra il 1850 e il 1900, gli sweatshop attrassero la popolazione rurale alle città in rapida espansione, come attirarono immigrati nei distretti della moda di Londra e New York, quest’ultimo ubicato vicino ai complessi della Lower East Side di New York. Questi sweatshop attirarono le critiche dei leader dei lavoratori che li descrivevano come affollati, poveri, poco ventilati e propensi ad incendi ed infestazioni di ratti. In ogni caso, c’erano molti lavoratori affollati in piccole stanze. Nel 1890 a Melbourne si formò un gruppo chiamato National Anti-Sweating League che si batté con successo contro l’associazione degli imprenditori per un salario minimo. Un gruppo con lo stesso nome portò avanti una campagna nel Regno Unito, che sfociò nel Trade Boards Act del 1909. Nel 1910 venne fondata l'International Ladies Garment Workers Union per migliorare le condizioni dei lavoratori.
I critici dei laboratori sweatshop diedero un forte impulso alla regolazione della sicurezza sui posti di lavoro e alle leggi sul lavoro. Da quando alcuni giornalisti cominciarono a lottare per cambiare le condizioni di lavoro, il termine sweatshop veniva usato in riferimento ad un più ampio numero di posti di lavoro le cui condizioni venivano considerate inferiori. Negli Stati Uniti i giornalisti d’inchiesta esposero le pratiche commerciali, mentre i politici progressisti si battevano per nuove leggi. Esposizioni rilevanti delle condizioni negli sweatshop includono il foto documentario How the Other Half Lives di Jacob Riis, e il libro La giungla di Upton Sinclair sulle industrie per il confezionamento della carne. Nel 1911 la percezione negativa delle sweatshop venne galvanizzata dall’incendio della fabbrica Triangle a New York. Il ruolo centrale di questi luoghi e di questi spazi è documentato al Lower East Side Tenement Museum, parte del Lower East Side Tenement National Historic Site. Mentre le organizzazioni sindacali, le leggi sul salario minimo, il codice sulla protezione antincendio e le leggi sul lavoro resero gli sweatshop rari nei paesi sviluppati, non riuscirono ad eliminarli e il termine venne sempre più associato a fabbriche situate nei paesi in via di sviluppo.
In una relazione pubblicata nel 1994, il Government Accountability Office degli Stati Uniti scoprì che erano ancora presenti migliaia di sweatshop negli USA, usando come definizione di sweatshop qualsiasi “datore di lavoro che viola più di una legge, federale o statale, riguardante il salario minimo e gli straordinari, il lavoro minorile, il lavoro a domicilio, la sicurezza sul lavoro, l’indennizzo dei lavoratori o la registrazione delle industrie”. Questa recente definizione eliminava le storiche distinzioni sul ruolo dell’intermediario o dei prodotti fabbricati, focalizzandosi sugli standard legali delle condizioni di lavoro dei paesi sviluppati. Una controversia tra i sostenitori della produzione esternalizzata nel terzo mondo e il movimento “anti-swetashop” riguarda la possibilità di applicazione di questi standard nei paesi in via di sviluppo.
Gli sweatshop sono anche talvolta implicati nel traffico di esseri umani, quando i lavoratori vengono raggirati, iniziando a lavorare senza consenso informato, o quando vengono messi al lavoro attraverso la sottomissione tramite debiti o la coercizione mentale, cosa più probabile se la forza lavoro è composta da bambini o poveri analfabeti rurali. Vista la mancanza di sicurezza sul lavoro e di leggi per l’ambiente, gli sweatshop danneggiano lavoratori e territorio con maggiore facilità rispetto a quanto sarebbe possibile nei paesi sviluppati. Qualche volta anche le strutture del lavoro dei prigionieri vengono indicate con l’etichetta sweatshop, proprio perché la condizione degli sweatshop rispecchia il lavoro in prigione, specialmente da un punto di vista occidentale. Nel 2014 Apple venne accusata di non proteggere i suoi lavoratori in una delle sue fabbriche della Pegatron. Lavoratori esausti vennero trovati a dormire durante i loro turni da 12 ore e un reporter sotto copertura fu messo a lavorare per 18 giorni consecutivi. Gli sweatshop in questione portano pratiche quali test di gravidanza obbligatori per le donne e sottomissione col terrore da parte dei supervisori, e i lavoratori inoltre finiscono in uno stato di lavoro forzato, se mancano anche per un solo giorno al lavoro, la maggior parte viene subito licenziata. In passato, queste condizioni di lavoro sono state la fonte per suicidi dentro le fabbriche. Gli sweatshop cinesi conosciute per aver aumentato il numero di dipendenti suicidi, hanno installato delle reti contro i suicidi da cadute dall'alto che coprono tutto il sito, al posto di fermare il troppo lavoro e i lavoratori stressati che si gettano da grandi altezze verso la loro morte.

## Sviluppo contemporaneo del problema degli sweatshops
La frase sweatshop fu coniata nel 1850 ad indicare una fabbrica o posto di lavoro dove i lavoratori sono trattati ingiustamente, ad esempio con salari bassi, turni di lavoro molto lunghi in condizioni povere. Dal 1850, immigrati sono stati ammassati negli sweatshop in città come Londra o New York, per più di un secolo. Molti di loro lavoravano in minuscole stanze soffocanti, con rischio di incendio o di infestazioni di ratti.
Marche di moda conosciute a livello mondiale come H&M, Nike, Adidas e Uniqlo sono tutte coinvolte nella questione sweatshop. Nel 2015, contestatori anti-sweatshop marciarono contro la marca giapponese Uniqlo, ad Hong Kong. Insieme col movimento “anti-sweatshops” giapponese “Human Rights Now!”, l'associazione del lavoro di Hong Kong “Students and Scholars against Corporate Misbehaviour” (SACOM) protestò per le “rigide e pericolose” condizioni di lavoro nelle fabbriche di Uniqlo in Cina. Secondo una recente pubblicazione pubblicata da SACOM, i fornitori di Uniqlo erano accusati di “sottopagare i lavoratori sistematicamente, costringendoli a lavorare per molte ore e assoggettandoli a pericolose condizioni di lavoro che includevano pavimenti coperti di liquame, poca ventilazione e temperature soffocanti. Dall'altro lato, con riferimento alla Campagna Abiti Puliti (2016);i fornitori strategici di H&M in Bangladesh furono ripresi nel 2016 per il pericoloso ambiente di lavoro, non attrezzato dei necessari equipaggiamenti di sicurezza per i lavoratori, come adeguate uscite antincendio.
Le marche fast fashion non sono le uniche coinvolte con fabbriche sweatshop. Il colosso di abiti sportivi tedesco Adidas, fu accusato nel 2000 per degli sweatshop in Indonesia. Adidas fu soggetta ai problemi di sotto-pagamento, lavori straordinari, abuso fisico e lavoro minorile. Un altro colosso dei vestiti sportivi, Nike, sta affrontando un'ondata di proteste anti-sweatshop negli Stati Uniti. Queste vengono organizzate dal movimento “United Student Against Sweatshops” (USAS) e furono tenute a Boston, Washington, Bangalore e San Pedro Sula. I manifestanti contestavano i contratti nelle fabbriche Nike in Vietnam, soggetti a furti del salario, abusi verbali a pessime condizioni di lavoro con temperature sopra il limite legale di 90°F (32.2°C). Dal 1990, Nike fu segnalata per l'impiego di fabbriche sweat e di lavoro minorile. Nonostante i suoi tentativi per cambiare le cose, l'immagine di Nike rimase affetta dal problema nell'ultimo ventennio. Nike stabilì un dipartimento indipendente con l'obbiettivo di migliorare la vita dei lavoratori nel 1996. Fu rinominato “Fair Labor Association” nel 1999 e si tratta di una organizzazione no profit che include rappresentanti delle società, sindacati dei lavoratori e dei diritti umani per lavorare nel monitoraggio e nella gestione dei diritti del lavoro. Per migliorare la propria immagine di marca immorale, Nike pubblica annualmente dal 2001 il “sustainable business reports” e dal 2005 il “corporate social responsibility report”, menzionando i propri committenti, i propri standard e revisioni. Nonostante ciò, il problema degli sweatshop continua a infastidire Nike. Storie simili hanno interessato il mondo della moda nei decenni passati.

## Movimento anti sweatshop
Una delle ultime critiche agli sweatshop fu ritrovata nel movimento abolizionista del XIX secolo che originariamente si unì in opposizione alla tratta degli schiavi, e molti abolizionisti ritrovarono similitudini tra la schiavitù e il lavoro sweatshop. Se la schiavitù fu resa illegali nei paesi industriali tra il 1794 (Francia) e il 1865 (USA), molti abolizionisti cercarono di ampliare il consenso contro la schiavitù per includere altre forme di duro lavoro, inclusi gli sweatshop. Grazie a ciò, la prima legge significativa per affrontare gli sweatshop (il Factory Act del 1833) passò nel Regno Unito, nel contempo che il commercio di schiavi (1807) e la proprietà di schiavi (1833) diveniva illegale.
Ultimamente, il movimento abolizionista si divise in due. Alcuni sostenitori si concentrarono sulle condizioni di lavoro e trovarono una causa comune con i sindacati e con i partiti marxisti, socialisti o con movimenti progressisti e i “pistaroli”. Altri si concentrarono sul traffico di schiavi e sulla servitù involontaria nel mondo coloniale. Per quei gruppi che rimasero concentrati sulla schiavitù, gli sweatshop divennero il primo obbiettivo della controversia. I posti di lavoro di diversi settori dell'economia furono categorizzati come sweatshop. Nonostante ciò, erano presenti discordie filosofiche sul significato di schiavitù. Impossibilitati ad accettare lo status degli sweatshop, il lavoro degli abolizionisti con la Società delle Nazioni e con le Nazioni Unite si ritirò dal tentativo di dare una definizione di schiavitù, focalizzandosi invece nei comuni precursori della schiavitù – il traffico di esseri umani..
Quelli che si focalizzarono sulle condizioni di lavoro, incluso Frierich Engels, il cui libro La situazione della classe operaia in Inghilterra ispirò il movimento marxista nominato al suo collaboratore, Karl Marx. Nel Regno Unito il “Factory Act” fu rivisto per 6 volte tra il 1844 e il 1878 per aiutare a migliorare le condizioni dei lavoratori limitando gli orari di lavoro e l'utilizzo di lavoro minorile. La formazione dell'Organizzazione internazionale del Lavoro nel 1919 sotto la Società delle Nazioni e successivamente delle Nazioni Unite tentò di affrontare la piaga dei lavoratori. La preoccupazione per le condizioni di lavoro descritte dai giornalisti pistolari durante l'era progressista negli Stati Uniti, sfociarono nell’approvazione della legge dei diritti di New York che sfociò nel Fair Labor Standards Act del 1938, durante il New Deal.
Il 4 febbraio 1997, il maggiore Ed Boyle del North Olmsted, nello stato dell'Ohio, introdusse la prima legislazione che proibiva al settore pubblico di acquistare, noleggiare, o il prendere in consegna qualsiasi bene prodotto in condizioni sweatshop, includendo nella definizione quei beni fatti dai prigionieri politici e dai criminali incarcerati. Una legislazione simile passò successivamente in altre città americane come Detroit, New York e San Francisco. In seguito, il maggiore Boyle introdusse la legislazione anche nel Mayors and Managers Association dove fu immediatamente appoggiata, e fu invitato dal presidente Clinton per guidare un gruppo di studio a Washington.
Le industrie di abbigliamento e calzature d'oltremare hanno progressivamente migliorato le condizioni grazie alle richieste del movimento anti-sweatshop e ai sostenitori dei diritti sul lavoro. Gli sweatshop d'oltremare hanno ricevuto un enorme pressione sulle condizioni di lavoro, dagli studenti e altri oppositori degli sweatshop che hanno portato una delle più potenti compagnie, come Nike, ad acconsentire a togliere il lavoro minorile, a ridurre l'uso di prodotti chimici velenosi, e a far cadere il tasso medio di ore di lavoro ad 80 a settimana, in accordo con i gruppi che monitorano queste fabbriche. I difensori del lavoro dicono che questo può essere la migliore svolta dopo 4 decenni di lavoratori sottopagati, in condizioni di lavoro insicure in Asia e in America Latina.

## Organizzazioni Anti-sweatshop
- Campagna Abiti Puliti – alleanza internazionale di sindacati e organizzazioni non-governative
- Coalition québécoise contre les ateliers de misère – coalizione antisweatshop di Quebec con base a Montreal
- Free the Children – un'organizzazione canadese che si opera per un aumento della consapevolezza e per pore termine al lavoro minorile – aiuta anche altri bambini in difficoltà
- Global Exchange – organizzazione internazionale sui diritti umani fondata nel 1988 che si occupa di promozione di giustizia sociale, politica ed economica
- Green America – organizzazione con base negli Stati Uniti
- Institute for Global Labour and Human Rights - fondata per combattere il lavoro sweatshop e le politiche del governo statunitense in El Salvador e in America centrale.
- International Labor Rights Fund
- Organizzazione Internazionale del lavoro – agenzia specializzata delle Nazioni Unite
- Maquila Solidarity Network – rete anti-sweatshop canadese
- Not for Sale Campaign
- Rugmark - centro di riabilitazione per minori lavoratori nella fabbricazione di tappeti in India Pakistan e Nepal
- United Students Against Sweatshops – organizzazione studentesta negli Stati Uniti e in Canada
- SweatFree Communities - rete nazionale per azioni locali contro gli sweatshop
- SweatsHope - Organizzazione australiana/neozelandese per creare un mondo libero dagli sweatshop e per fermare il traffico di esseri umani
- Unite Here - sindacato sito negli Stati Uniti e in Canada, dedito al raggiungimento di migliori standard per i lavoratori
- Worker Rights Consortium - Organizzazione per i diritti dei lavoratori focalizzata sui lavoratori nel campo dell’abbigliamento negli Stati Uniti

## In Asia
- Asia Monitor Resource Center - nella promozione del movimento democratico dei lavoratori in Asia e nel Pacifico
- China Labour Bulletin - inchieste concernenti il lavoro in Cina
- Chinese Working Women Network - supporta le lavoratrici migranti cinesi
- Globalization Monitor - organizzazione no-profit di Hong Kong che promuove la sensibilizzazione sugli effetti negativi della globalizzazione
- Hong Kong Christian Industrial Committee - rafforza i lavoratori, monitora le politiche e promuove I movimenti dei sindacati indipendenti
- No Sweat Shop Label and Homeworkers Code of Practice - codice di condotta aziendale per eliminare le condizioni sweatshop in Australia
- Thai Labour Campaign - copre le dispute sul lavoro, organizza campagne per I diritti dei lavoratori e le leggi sul lavoro in Tailandia
- Transnationals Information Exchange - informazioni sulle lotte dei lavoratori nel settore dell’abbigliamento in Sri Lanka, Bangladesh e Tailandia
- Women's Agenda for Change - lavora per il rafforzamento dal basso delle donne in Cambogia

## Fattori che contribuiscono alla creazione disweatshop

### Globalizzazione
Ci sono molte cause che contribuiscono alla creazione di questo problema globale, ancora da risolvere. Tra di queste, la globalizzazione è sicuramente uno dei problemi maggiori. Essa simboleggia inizialmente una tendenza mondiale che dovrebbe aiutare a bilanciare i rapporti economici tra paesi sviluppati e in via di sviluppo, tuttavia, il continuo e ingiusto outsourcing del lavoro manifatturiero dai paesi ricchi a quelli più poveri ha portato alla povertà estrema definita come il vivere con meno di un dollaro al giorno. Afferma che quando il mercato mondiale è aperto al libero commercio derivato dalla globalizzazione, può verificarsi un fenomeno chiamato "corsa al ribasso". Il problema sweatshop è un classico esempio di questo fenomeno. Senza linee guida transnazionali e apposite regolazioni, le grandi multinazionali nei paesi sviluppati stanno spostando i loro impianti produttivi nei paesi più vulnerabili, come per esempio quelli con meno restrizioni a livello ambientale e standard del lavoro più bassi. Per soddisfare la domanda e competere per mantenersi la clientela, le fabbriche nei paesi in via di sviluppo iniziano ad abbassare i propri standard lavorativi, dando salari minimi e ignorando le regole di sicurezza. Da questo risulta quindi che i lavoratori nei paesi in via di sviluppo devono fronteggiare tutte le difficoltà mentre le grandi multinazionali guadagnano ingenti profitti.

### Il movimento moderno anti-globalizzazione

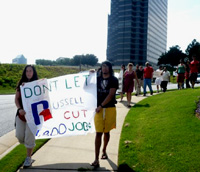
Membri dello "United States Against Sweatshops" durante una marcia di protesta.

Negli ultimi decenni, il movimento no-global è cresciuto sempre più in contrapposizione alla globalizzazione creata dalle grandi multinazionali, che riguarda appunto il processo tramite il quale le multinazionali muovono la propria produzione oltreoceano per abbassare i costi e aumentare i profitti. Il movimento anti-sweatshop ha molto in comune con quello no-global. Entrambi considerano le "fabbriche dello sfruttamento" nocive, e entrambi hanno accusato molte aziende (come la Walt Disney, The Gap e Nike) di usare "sweatshops". Molte persone in questi movimenti accusano la globalizzazione neoliberale di essere simile al sistema "sweatshop", dicendo che tende ad esserci una "corsa al ribasso" in entrambi i sistemi, perché le multinazionali passano da un paese dove i salari sono bassi ad un altro, cercando costi di produzione sempre inferiori nello stesso modo in cui gli "sweaters" (sfruttatori) indirizzerebbero la produzione verso il subappaltatore di minor costo.
Svariati gruppi rappresentano o supportano oggigiorno i movimenti anti-sweatshop. Il Comitato Nazionale del Lavoro degli USA ha portato il tema "sweatshops" all'attenzione dei media durante gli anni '90, quando ha rivelato l'uso di "fabbriche dello sfruttamento" e lavoro minorile nella produzione di abbigliamento da parte dell'azienda Wal-Mart di Kathie Lee Gifford. L'associazione "United Students Against Sweatshops" è attiva all'interno dei campus universitari. Il Fondo per i Diritti del Lavoro Internazionale The International Labor Rights Fund ha fatto causa alla Wal-Mart per conto dei lavoratori in Cina, Nicaragua, Swaziland, Indonesia e Bangladesh, accusando l'azienda di aver deliberatamente sviluppato politiche di acquisto non compatibili con il proprio codice di condotta (specialmente per quanto riguarda il prezzo e la consegna della merce). I sindacati, come per esempio l'AFL-CIO, hanno aiutato a sostenere il movimento anti-sweatshop per il benessere dei lavoratori sia nei paesi in via di sviluppo sia negli Stati Uniti.
Coloro che criticano lo "sweatshop" ritengono che i lavoratori sfruttati spesso non guadagnino abbastanza denaro per riuscire a comprarsi i prodotti che loro stessi fabbricano, anche se spesso questi beni sono semplici e comuni come per esempio magliette, scarpe e giocattoli. Nel 2003, i lavoratori nelle fabbriche di abbigliamento in Honduras erano pagati 0.24 dollari per ogni maglione di Sean John da 50 dollari, 0.15 dollari per ogni maglia e solo 5 centesimi per ogni maglietta - meno della metà dell'uno per centro del prezzo di mercato. Anche se compariamo il costo della vita, i 15 centesimi che un lavoratore di Honduras guadagnava per una maglia equivalevano a 50 centesimi in potere d'acquisto negli USA. Nei paesi dove il costo della vita è basso, reggiseni che costano 5-7 dollari al pezzo vengono venduti per 50 dollari nei negozi statunitensi, le lavoratrici nelle fabbriche tessili in Sri Lanks guadagnavano circa 2.20 dollari al giorno.
I sostenitori dei movimenti no-global considerano i grandi risparmi, gli investimenti di capitale nei paesi in via di sviluppo, la diversificazione delle loro esportazioni e il loro status di "porti di scambio" come la ragione del loro successo economico, piuttosto che l'uso di "sweatshops" e portano come esempio numerosi casi riguardanti le "tigri economiche"del Sud-Est asiatico, dove gli sweatshops hanno ridotto gli standard di vita e i salari. Loro sostengono che ciò che farebbe realmente avanzare l'economia dell'Africa Sub-sahariana sia un aumento del capitale investito, la presenza di lavori che paghino meglio e la proprietà delle risorse. Loro puntano a buoni standard di lavoro che portino ad una forte esportazione del settore manifatturiero nei paesi sub-Sahariani più ricchi come per esempio le Mauritius e pensano che misure come queste possano migliorare le condizioni economiche dei paesi in via di sviluppo.
Le organizzazioni no-global affermano che i guadagni minori realizzati dagli impiegati di alcune di queste istituzioni di sfruttamento sono resi più pesanti dai costi negativi come gli stipendi abbassati per aumentare i margini di profitto e il fatto che le istituzioni pagano meno della spesa giornaliera dei lavoratori. Essi indicano anche il fatto che talvolta lavori locali offrivano remunerazioni più elevate prima che la liberalizzazione del commercio prevedesse incentivi per permettere al sistema "sweatshop" di rimpiazzare i precedenti lavori sindacalizzati. Inoltre, essi affermano che il sistema "sweatshop" non è necessariamente inevitabile. Éric Toussaint sostiene che la qualità della vita nei paesi in via di sviluppo era addirittura più elevata tra il 1945 e il 1980, prima che la crisi internazionale del 1982 colpì le economie dei paesi più poveri, obbligandoli a rivolgersi agli "aggiustamenti strutturali" organizzati dal Fondo Monetario Internazionale e dalla Banca Mondiale e che i lavori sindacalizzati pagano di più di lavori legati allo sfruttamento – "molti studi di lavoratori di aziende americane in Messico sono rivelatori: i lavoratori nella piantagione Aluminum Company of America's Ciudad Acuna guadagnano tra i 21.44 dollari e i 24.60 dollari alla settimana, ma il costo settimanale di un paniere di cibo costa circa 26.87 dollari. I lavoratori messicani guadagnano abbastanza per comprare un cesto di mele in mezzora di lavoro, mentre i lavoratori negli USA guadagnano lo stesso in 5 minuti." I critici del sistema "sweatshops" credono che "gli accordi di libero scambio" non promuovano davvero il libero scambio, ma invece cercano di proteggere le grandi multinazionali dalla competizione con le industrie locali (che sono talvolta sindacalizzate) Essi ritengono che il libero scambio debba riguardare solamente la riduzione delle tariffe e delle barriere di accesso, e che le multinazionali dovrebbero operare all'interno della legge dei paesi con cui vogliono fare affari piuttosto che ricercare l'immunità rispondendo a leggi locali riguardanti il lavoro e l'ambiente. Essi sostengono che queste condizioni sono ciò che incoraggia il sistema "sweatshops" piuttosto che la naturale industrializzazione o il progresso economico.
In alcuni paesi, come per esempio la Cina, spesso queste istituzioni rifiutano la paga ai lavoratori.
"Secondo le organizzazioni del lavoro ad Hong Kong, fino a 365 milioni di dollari sono trattenuti dai manager che restringono la paga in cambio di alcuni servizi, o non pagano del tutto."
Inoltre, i fautori della teoria no-global sostengono che coloro che in Occidente difendono le "fabbriche dello sfruttamento" mostrano una doppia faccia: da una parte si lamentano delle povere condizioni di lavoro in paesi considerati nemici o ostili ai governi occidentali; dall'altra parte comunque continuano a consumare i loro prodotti, lamentandosi della bassa qualità. Essi affermano che il lavoro multinazionale dovrebbe operare secondo le leggi internazionali del lavoro e gli standard minimi di salario, proprio come fanno le aziende in Occidente.
Lo storico Erik Loomis afferma che le condizioni lavorative negli Stati Uniti durante la Gilded Age sono state replicate nei paesi in via di sviluppo, solo le grandi corporazioni usano il sistema "sweatshop". In particolare, egli compara l'incendio della fabbrica Triangle Shirtwaist del 1911 a New York con il collasso di Rana Plaza del 2013 in Bangladesh. Egli sostiene che il primo incitò la popolazione all'attivismo politico che alla fine portò a riforme non solo per quanto riguarda la sicurezza sul lavoro, ma anche il salario minimo, le 8 ore lavorative, la sicurezza sociale, il Clean Air Act e il Clean Water Act. Le corporazioni americane risposero però spostando la produzione nei paesi più poveri, dove questo tipo di tutela non esistono. Loomis elabora:
Così nel 2013, quando al Rana Plaza in Bangladesh muoiono oltre 1100 lavoratori, è la stessa industria della Triangle Fire, con lo stesso sistema di produzione in subappalto che consente alle aziende di abbigliamento di sottrarsi alla responsabilità del lavoro della Triangle Fire, e con la stessa forza lavoro di donne giovani e povere, lo stesso tipo di capi crudeli e gli stessi terribili standard di sicurezza sul lavoro del Triangle Fire. La differenza è che la maggior parte di noi non riesce nemmeno a trovare il Bangladesh su una mappa, per non parlare del fatto che ne sa abbastanza per esprimere il tipo di oltraggio che i nostri antenati hanno fatto dopo il Triangolo. Questa separazione della produzione dal consumo è una mossa intenzionale delle aziende proprio per evitare di essere ritenuti responsabili dai consumatori delle loro azioni. Ed è molto efficace.

#### Critiche e anti-globalizzazione

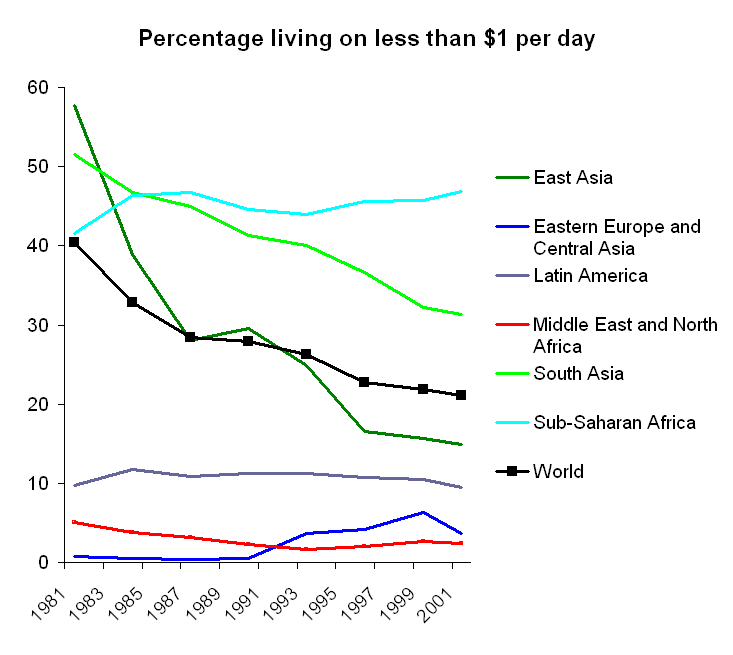
Mentre l'est asiativo ha sviluppato un grande numero di "sweatshops", i paesi dell'Africa sub-sahariana invece non così tanto. Questo grafico mostra che nel periodo 1981-2001, la percentuale della popolazione che vive con meno di 1 dollaro al giorno (aggiustato secondo l'inflazione) si è abbassata drasticamente nell'est asiatico, rimanendo però quasi invariata nell'Africa sub-sahariana. Fonte dei dati: "How Have the World's Poorest Fared Since the Early 1980s?" by Shaohua Chen and Martin Ravallion. tabella 3, p. 28.

Nel 1997, l'economista Jeffrey Sachs disse "La mia preoccupazione non è che ci siano troppi "sweatshops", ma che ce ne siano troppo pochi". Egli, come altri sostenitori del libero scambio e del movimento globale dei capitali citano la teoria economica del vantaggio comparato, che afferma che il commercio internazionale farà migliorare le condizioni di tutti nel lungo periodo. La teoria afferma che i paesi in via di sviluppo migliorino le proprie condizioni facendo le cose che sanno fare "meglio" dei paesi industrializzati (in questo caso, fanno pagare di meno e fanno lo stesso lavoro). I paesi sviluppati migliorerebbero comunque la propria condizione perché i loro lavoratori potrebbero spostarsi e fare i lavori in cui danno il meglio. Secondo alcuni economisti, questi ultimi sarebbero lavori che richiedono un livello di istruzione e preparazione che sono molto difficili da trovare nei paesi in via di sviluppo. Comunque, gli economisti come Sachs dichiarano che i paesi in via di sviluppo ottengono fabbriche e lavori che non potrebbero avere in altro modo. Alcuni potrebbero dire che questa situazione si presenta quando i paesi sottosviluppati provano ad aumentare i salari perché gli "sweatshops" tendono a spostarsi in un paese più proficuo. Tutto ciò porta ad una situazione dove spesso gli stati non aumentano i salari per i lavoratori sfruttati per la paura di perdere investimenti e PIL. Comunque, questo significa solo che i salari in media nel mondo cresceranno ad un tasso stabile. Una nazione viene lasciata indietro se richiede remunerazioni del lavoro più alte rispetto al prezzo corrente di mercato.
Quando gli vengono fatte delle domande sulle condizioni lavorative negli "sweatshops", i sostenitori sostengono che sebbene i salari possano sembrare più bassi rispetto agli standard delle nazioni sviluppate, sono comunque un miglioramento rispetto a ciò che le persone nei paesi in via di sviluppo ricevevano prima. È credenza comune tra i sostenitori ritenere che se queste fabbriche non avessero migliorato gli standard di vita dei lavoratori, essi non avrebbero nemmeno accettato questi lavori. È stato anche sottolineato che, a differenza del mondo industrializzato, il sistema sweatshop non sta rimpiazzando i lavori meglio pagati. Piuttosto, esso offre un miglioramento rispetto all'agricoltura di sussistenza ed altre mansioni faticose, alla prostituzione, alla raccolta di rifiuti o alla fame dovuta alla disoccupazione.
Questo sistema di sweatshop non solo offre lavori migliori di quelli disponibili nelle comunità locali, ma anche permette ai lavoratori di ricevere salari che portano ad uno standard di vita migliore per le famiglie. Raveena Aulkah, una giornalista per il Mail Online News è andata sotto copertura a lavorare in questo fabbriche dello sfruttamento e ha documentato la propria esperienza. Uno dei suoi più ricordi più vividi è che sebbene le condizioni lavorative non fossero ottimali, le famiglie potevano ora permettersi "capre, istruzione e vestiti per le proprie famiglie".
L'assenza delle opportunità lavorative fornite dal sistema sweatshop può portare velocemente alla malnutrizione o alla fame. Dopo l'introduzione del Child Labor Deterrence Act negli USA, circa 50000 bambini furono dismessi dall'industria vestiaria in Asia, favorendone la ricaduta in lavori quali "spaccare le pietre, occupare le strade e prostituirsi". Lo studio State of the World's Children dell'UNICEF del 1997 trovò questi lavori alternativi "più pericolosi e complici dello sfruttamento che la stessa produzione di abbigliamento". Come affermò nel 1997 l'economista premio Nobel Paul Krugman in un articolo per Slate, "mentre l'industria manifatturiera cresce nei paesi più poveri, crea una reazione a catena che dà benefici alle persone comuni: 'La pressione sulla terra coltivata si riduce, facendo aumentare i salari rurali; il numero di abitanti delle città ansiosi di trovare lavoro si riduce, così le fabbriche possono iniziare a competere tra di loro per i lavoratori, favorendo anche l'aumento dei salari urbani.' in tempo i salari minimi raggiungono un livello quasi comparabile al salario-minimo negli USA.
Lo scrittore Johan Norberg, un sostenitore dell'economia di mercato, fa notare un'ironia:
Reagire con risposte pesanti quali diffusi boicottaggi agli abusi dei diritti dei lavoratori e al lavoro infantile può essere controproducente se il solo effetto è di eliminare i contratti con i fornitori piuttosto che riformare le loro pratiche di impiego. Un articolo del 2005 nel Cristian Science Monitor afferma, "Per esempio, in Honduras, paese dello scandalo sweatshop Kathy Lee Gifford, la media dei lavoratori nell'industria dell'abbigliamento guadagna 13.10 dollari al giorno, e il 44 % della popolazione del paese vive con meno di 2 dollari al giorno... In Cambogia, Haiti, Nicaragua e Honduras, la paga media di un'azienda accusata di essere una fabbrica dello sfruttamento è il doppio rispetto del guadagno meglio del paese". In tre occasioni documentate durante gli anni '90, gli attivisti anti-sweatshop nei paesi ricchi hanno apparentemente causato l'aumento della prostituzione minorile nei paesi più poveri. In Bangladesh, la chiusura di molti sweatshop operata da una compagnia tedesca ha privato i bambini del lavoro, e alcuni sono finiti in strada a prostituirsi, a commettere crimini per sopravvivere, o a morire di fame. In Pakistan, molti sweatshop hanno chiuso, inclusi quelli di Nike, Reebok e altre multinazionali e questo ha favorito l'aumento della prostituzione tra i bambini pakistani. In Nepal, una compagnia manifatturiera di tappeti ha chiuso molti "sweatshops", causando anche qui l'aumento della prostituzione minorile.
Uno studio del 1996 da parte del Dipartimento del Lavoro statunitense, analizzando i codici di condotta delle industrie manifatturiere ha concluso che le regole di condotta che vengono monitorate nell'industria dell'abbigliamento, prevedendo una maggior inclusione dei lavoratori e la loro conoscenza degli standard a cui hanno diritto, sono una via più effettiva per eliminare il lavoro minorile e il suo sfruttamento, piuttosto che boicottare o eliminare i contratti quando si scoprono violazioni delle norme internazionali del lavoro.
Probabilmente comunque, anche gli USA subirono, durante la propria industrializzazione, un processo simile dove prevalevano il lavoro infantile e la soppressione delle organizzazioni di lavoratori. Secondo un articolo di Gale Opposing Viewpoints in Context, il sistema sweatshop diventò molto comune negli Stati Uniti durante la Rivoluzione industriale: e anche se le condizioni di lavoro e i salari in queste fabbriche erano molto poveri, quando i nuovi lavori in fabbrica cominciarono ad diventare richiesti, le persone lasciarono la dura vita nei campi per andare a lavorare in fabbrica, spostando la produzione economica da quella maggiormente agricola ad una più industriale proprio a causa dell'industrializzazione. Comunque, durante questa nuova economia industriale, i movimenti sindacali cominciarono ad aumentare, proprio perché i lavoratori chiedevano salari migliori e condizioni lavorative più favorevoli. Con molta fatica, si creò una sufficiente ricchezza e iniziò a emergere la grande classe media. I lavoratori e i loro rappresentanti furono finalmente in grado di raggiungere i diritti fondamentali per i lavoratori, che includevano il diritto di formare delle unioni e negoziare la paga, gli straordinari, l'assicurazione sanitaria e le pensioni; e alla fine essi furono anche capaci di ottenere protezione legale per quanto riguarda il salario minimo e la protezione dalle discriminazioni e dagli abusi sessuali. Oltretutto, il Congresso si impegnò ad assicurare uno standard minimo di misure di sicurezza sul lavoro, attuando l'Occupational Safety and Health Act (OSHA) nel 1970. Questi sviluppi riuscirono a migliorare l'ambiente lavorativo per gli americani ma fu comunque attraverso il sistema di sweatshop che l'economia crebbe e che le persone furono in grado di accumulare ricchezza e uscire dalla povertà.
Tuttavia, gli stessi sforzi nei paesi in via di sviluppo non hanno prodotto gli stessi risultati, a causa della corruzione e della mancanza di democrazia nelle nazioni comuniste quali Cina e Vietnam, a causa dell'intimidazione e uccisione dei lavoratori in America Latina, e a causa della corruzione presente in tutti i paesi in via di sviluppo. Questi barriere ostacolano la creazione di protezioni legali per i lavoratori, come sottolineano numerosi studi dell'Organizzazione Internazionale del Lavoro. Nonostante questo, un approccio volto al boicottaggio per protestare contro queste condizioni danneggerà più probabilmente i lavoratori che sono disposti ad accettare un impiego anche in condizioni di lavoro povere, e una perdita delle occupazioni vorrebbe dire un aumento del livello di povertà. Secondo un articolo della BBC del novembre 2001, nei due mesi precedenti, circa 100.000 lavoratori sweatshop in Bangladesh hanno perso il lavoro, e hanno quindi mandato una petizione al proprio governo per spingere gli USA a revocare le loro barriere commerciali in modo da riottenere i propri lavori.
I difensori del sistema sweatshop citano Hong Kong, Singapore, la Corea del Sud e Taiwan come i più recenti esempi di paesi che hanno beneficiato dall'avere questo sistema.
È comunque da notare che, in questi paesi, sono presenti le strutture legislative che proteggono e promuovono il diritto del lavoro e dei lavoratori contro le condizioni ingiuste di lavoro e di sfruttamento, e degli studi hanno mostrato come non ci sia una sistematica correlazione tra i diritti del lavoro (come le trattative collettive e la libertà di associazione) e la crescita economica nazionale.

### Lo sviluppo della fast-fashion
Anche lo sviluppo della fast fashion contribuisce all'emergere di sweatshop. Con il termine fast fashion ci si riferisce al "rapido utilizzo di ordini e riordini di merce con cui i commercianti seguono i trend delle vendite in tempo reale" Per stare al passo con la moda sempre in movimento e soddisfare la crescente domanda dei consumatori, questi marchi di moda devono creare dei prodotti adeguati. Per abbassare i costi di produzione e di magazzino, essi sono sempre in cerca di lavoro più economico che può servire ordini in un periodo di tempo limitato. Tutto ciò porta però alla sofferenza dei lavoratori a causa delle lunghe ore lavorative senza una paga ragionevole. Un documentario, The True Cost (2015), mostra come il sistema sweatshop sia una storia di pressioni che passano dai commercianti ai dirigenti di fabbrica e finisce sui lavoratori (compresi gli operatori alla macchina da cucito, chi taglia e chi stira). I lavoratori sono sfruttati nel nome dei vestiti a basso costo.

### Corruzione del governo e legislazione favorevole al lavoro minorile
Anche la corruzione a livello di governo e le leggi di protezione del lavoro inadeguate nei paesi in via di sviluppo contribuiscono alla sofferenza degli impiegati. Una debole attuazione della legge ha attirato molti investimenti nei paesi in via di sviluppo, e questo fa sì che aumentino le cosiddette fabbriche dello sfruttamento. Senza ragionevoli restrizioni legislative, possono essere impiantate fabbriche manifatturiere ad un costo più basso. Secondo Zamen (2012), i governi nei paesi in via di sviluppo spesso non riescono a garantire adeguati standard di sicurezza nelle fabbriche locali proprio a causa della corruzione e della bassa incidenza della legge. Questi punti di debolezza permettono alle fabbriche di far lavorare le persone in condizioni pericolose. Osservando l'indice di percezione della corruzione del 2016 vediamo come i paesi con un alto rischio di corruzione come il Bangladesh, il Vietnam, l'India, il Pakistan e la Cina sono quelli che hanno sul proprio territorio il maggior numero di fabbriche manifatturiere non sicure. Quando Zamen (2012) disse "la corruzione uccide", i primi casi furono proprio i sistemi sweatshop nei paesi in via di sviluppo.

### Basso livello di istruzione
È stato spesso suggerito che i lavoratori dovrebbero ribellarsi e proteggere i propri diritti sul lavoro, purtroppo però molti di loro nei paesi in via di sviluppo non sono a conoscenza dei propri diritti a causa della loro bassa istruzione. Secondo l'Istituto di Statistica dell'UNESCO (2016), molti di questi "sweatshops" sono situati in paesi che hanno bassi livelli di istruzione e educazione. Afferma che la maggior parte dei lavoratori non conoscono i propri diritti, come per esempio i salari e le condizioni di lavoro che dovrebbero ricevere, ma comunque loro non hanno le capacità di combattere collettivamente (per esempio tramite scioperi); la loro ignoranza gli rende difficile migliorare con le proprie forze la loro condizione.

### Lavoro infantile
Il lavoro infantile è una delle conseguenze più serie che le "fabbriche dello sfruttamento" abbiano portato. Secondo l'Ufficio Internazionale del Lavoro, più di 250 milioni di bambini hanno un'occupazione e 170 milioni di questi lavorano nell'industria tessile e di abbigliamento nei paesi in via di sviluppo. Sperando di guadagnarsi da vivere, molte ragazze in questi paesi, come per esempio Bangladesh e India, sono disposte a lavorare per pochissimo e per molte ore, afferma Sofie Ovaa, una funzionaria di Stop Child Labour. La maggior parte delle fabbriche manifatturiere utilizzano il lavoro poco qualificato, e dato che il lavoro infantile è più facile da gestire e anche più adatto per alcuni lavori come per esempio la raccolta del cotone, esso diventa un problema significativo negli "sweatshops" perché essi sono ancora più vulnerabili.

### Inquinamento ambientale
Non sono solamente i lavoratori ad essere sfruttati dal sistema sweatshop, ma anche l'ambiente. Spesso, leggi ambientali permissive vengono introdotte nei paesi in via di sviluppo per contribuire a ridurre i costi di produzioni dell'industria dell'abbigliamento. Le fabbriche di vestiario, infatti, sono ancora una delle industrie più inquinanti del mondo. Nonostante questo, l'ambiente dei paesi in via di sviluppo rimane gravemente inquinato dai rifiuti non trattati. Il fiume Buriganga in Bangladesh è ora di colore nero ed è stato dichiarato biologicamente morto perché le vicine concerie riversano al suo interno più di 20.000 cubi di liquido di scarto al giorno. La vita quotidiana delle persone del posto è significativamente influenzata dal fiume Burigana, perché esso è la loro fonte di irrigazione, trasporto e di balneazione. Molti lavoratori delle concerie, infatti, soffrono di una seria malattia della pelle poiché sono esposti alle sostanze chimiche tossiche per un lungo periodo di tempo; in quest'area, l'aria viene anche inquinata perché le fabbriche non installano appropriati sistemi di ventilazione. Il sistema sweatshop è, oltre a quanto detto, un problema ambientale anche perché non danneggia solo il diritto degli esseri umani al lavoro ma anche le condizioni dell'ambiente in cui vivono.

### Sweatshop-free
Sweatshop-free è un termine creato dal marchio di moda American Apparel che significa "senza coercizione" e prevede compensi adeguati per i lavoratori che producono i loro prodotti. La American Apparel afferma che i suoi impiegati guadagnano in media il doppio rispetto al salario minimo federale e ricevono anche alcuni benefici per gli impiegati, dall'assicurazione sanitaria ai sussidi alimentari e per i trasporti; e possono anche accedere ad una clinica medica sul posto. Questo concetto è apparso nelle pubblicità della compagnia per quasi un decennio ed è diventato un termine comune dell'industria tessile.